# Caroline Williams
Pour les articles homonymes, voir Williams.
Caroline Williams, née en 1957 au Texas, est une actrice américaine.

## Biographie
Caroline Williams est connue pour son rôle de « Stretch », l'animatrice radio dans le film d'horreur de 1986 Massacre à la tronçonneuse 2. Elle fait également une brève apparition en 1989 dans le film Massacre à la tronçonneuse 3 : Leatherface. Sa carrière au cinéma est très orientée vers le fantastique, puisqu'on la retrouve au génériques de films tels que Le Beau-père 2 (1989), Leprechaun 3 (1995), Halloween 2 (2009), remake réalisé par Rob Zombie, ainsi que Renfield.
Parallèlement, l'actrice est apparue dans diverses séries télévisées, telles que La Loi de Los Angeles, Arabesque, Urgences, Division d'élite, Grey's Anatomy et Mentalist.

## Filmographie

### Cinéma
- 1985 : Alamo Bay : Diane
- 1985 : The Legend of Billie Jean : La femme dans le pick-up
- 1986 : Getting Even (en) de Dwight H. Little : Molly
- 1986 : Massacre à la tronçonneuse 2 : Vantia 'Stretch' Broc
- 1989 : Massacre à la tronçonneuse 3 : Leatherface (The Texas Chainsaw Massacre 3) de Jeff Burr : La femme du cimetière
- 1989 : Le Beau-père 2 (Stepfather II) de Jeff Burr : Matty Crimmins
- 1990 : Jours de tonnerre : Jennie Burns
- 1994 : Flashfire : Ann
- 1995 : Leprechaun 3 : Loretta
- 1995 : Drifting School : Emily Scott
- 2000 : Le Grinch : la femme de Who minuscule
- 2007 : Jane Doe: How to Fire Your Boss : Alana Devlin
- 2009 : Halloween 2 : Dr Maple
- 2011 : Sebastian : Olivia Barnes
- 2013 : The Profane Exhibit : Lucy (segment "Basement")
- 2013 : Contracted : la mère de Sam
- 2013 : Butcher 3 : Amanda
- 2014 : Tales of Poe : l'ange des rêves
- 2015 : Contracted: Phase II : la mère de Sam
- 2015 : Tales of Halloween : madame Ward
- 2018 : Fantasma : Ms. Valli
- 2018 : Un inquiétant portrait de famille : Mrs. Wicker
- 2019 : Verotika
- 2019 : Blind : Sophia Lewis
- 2019 : Greenlight : Nancy
- 2019 : Hanukkah : Ana Lazarus
- 2020 : Ten Minutes to Midnight : Amy Marlowe
- 2021 : Killer Rose : Becky
- 2022 : Cuddly Toys : Mrs. Martin
- 2023 : Doomsday Meteor : Stiles
- 2023 : Megalodon: The Frenzy : Dr Rylie Clark
- 2023 : Renfield : Vanessa

### Télévision
- 1986 : Thompson's Last Run (téléfilm) : La prostituée
- 1987 : Rick Hunter (série télévisée) (1 épisode) : Sybil Taylor
- 1987 : La Loi de Los Angeles (série télévisée) (2 épisodes) : Mrs. Talbot
- 1988 : Police Story: Pas si fous les flics de Midwatch (téléfilm) : Big Red
- 1990 : Love and Lies (téléfilm) : Sammi
- 1990 : They Came from Outer Space (série télévisée) (1 épisode) : Jessica
- 1991 : Les Péchés d'une mère (téléfilm) : Jennifer Coe
- 1991 : Equal Justice (série télévisée) (1 épisode) : Roberta
- 1991 : Les 100 Vies de Black Jack Savage (série télévisée) (1 épisode) : Christy Lawton
- 1991 : Shannon's Deal (série télévisée) (1 épisode) : Vivian
- 1992 : Les Sœurs Reed (série télévisée) (1 épisode) : Janet Kelso
- 1992 : Arabesque (série télévisée) (2 épisodes) : Amanda North
- 1992 : Les dessous de Palm Beach (série télévisée) (1 épisode) : Caitlin Walsh
- 1994 : Belle de nuit (téléfilm) : Dottie
- 1995 : Models Inc. (série télévisée) (3 épisodes) : Leslie Newcomb
- 1996 : Urgences (série télévisée) (1 épisode)
- 1996 : Susan! (série télévisée) (1 épisode) : Ms. Turner
- 1997 : Sabrina, l'apprentie sorcière (série télévisée) (1 épisode) : Gwendolyn
- 1999 : Diagnostic : Meurtre (série télévisée) (1 épisode) : Maren
- 2001 : Associées pour la loi (série télévisée) (1 épisode) : Ms. Morton
- 2003 : New York Police Blues (série télévisée) (1 épisode) : Trish Braswell
- 2004 : Division d'élite (série télévisée) (2 épisodes) : Donna Estes
- 2007 : Nip/Tuck (série télévisée) (1 épisode) : Ms. Feeney
- 2008 : Women's Murder Club (série télévisée) (1 épisode) : Betsy Hammond
- 2010 : Grey's Anatomy (série télévisée) (1 épisode) : Alison Clark
- 2011 : Mentalist (série télévisée) (1 épisode) : Joan
- 2016 : Sharknado: The 4th Awakens (téléfilm) : Strecth